# Миковец
Миковец (хрв. Mikovec) је насељено место у општини Свети Петар Ореховец, Копривничко-крижевачка жупанија, Хрватска.

## Историја
До територијалне реорганизације у Хрватској био је у саставу старе општине Крижевци.

## Становништво
У попису становништва из 2011. године, Миковец је имао 65 становника.
| Број становника према пописима | Број становника према пописима | Број становника према пописима | Број становника према пописима | Број становника према пописима | Број становника према пописима | Број становника према пописима | Број становника према пописима | Број становника према пописима | Број становника према пописима | Број становника према пописима | Број становника према пописима | Број становника према пописима | Број становника према пописима | Број становника према пописима | Број становника према пописима |
| ------------------------------ | ------------------------------ | ------------------------------ | ------------------------------ | ------------------------------ | ------------------------------ | ------------------------------ | ------------------------------ | ------------------------------ | ------------------------------ | ------------------------------ | ------------------------------ | ------------------------------ | ------------------------------ | ------------------------------ | ------------------------------ |
| 1857                           | 1869                           | 1880                           | 1890                           | 1900                           | 1910                           | 1921                           | 1931                           | 1948                           | 1953                           | 1961                           | 1971                           | 1981                           | 1991                           | 2001                           | 2011                           |
| 98                             | 81                             | 82                             | 88                             | 98                             | 105                            | 102                            | 108                            | 99                             | 95                             | 90                             | 90                             | 85                             | 78                             | 81                             | 65                             |